# روسولا هزيلة
روسولا هزيلة (الاسم العلمي: Russula gracillima) هي نوع من الفطريات تتبع جنس الروسولا من الفصيلة الروسولية.